# Сартанг
Сарта́нг (якут. Сартаҥ) — река в Якутии, правая составляющая Яны.
Длина 620 км, площадь бассейна 17 800 км². Берёт начало из озера Сискюеле на северном склоне Верхоянского хребта, течёт в основном на север по Янскому плоскогорью. Высота устья — 132 м над уровнем моря.
Питание снеговое и дождевое. Половодье с июня по начало сентября. Среднегодовой расход воды — в 68 км от устья 47,4 м³/с. Замерзает в начале октября, перемерзает с конца ноября до мая; вскрывается в конце мая.
Судоходна на 174 км от устья.

## Притоки
Объекты перечислены по порядку от устья к истоку.
- 11 км: Мангы
- 62 км: Мохсоголлоох
- 74 км: Силээннээх
- 82 км: Арылах
- 82 км: Барчасыт
- 108 км: Хонгсуо
- 113 км: Ынгнаах-Ёлбют
- 114 км: Ходьогос
- 126 км: Тырылаахы
- 132 км: Ююттээх
- 136 км: Таастаах
- 140 км: Чююччю
- 159 км: Дьуогу
- 170 км: Ыаргалаах
- 173 км: Морголдьо
- 190 км: Ааллаах
- 223 км: Хаар-Балаган
- 226 км: Наркый
- 241 км: Хоттуун
- 258 км: Тыыраахы
- 261 км: Эсэлээх
- 269 км: Бёрёлёёх
- 274 км: Юнкюр
- 286 км: Таастаах
- 293 км: Усун-Кюёль
- 306 км: Хорутуу
- 326 км: Тэки
- 335 км: Аргаа-Тыаллаах
- 339 км: Баайага
- 348 км: Кюнкюнююр
- 355 км: Аргаа-Чайдаах
- 358 км: Куччугуй-Чайдаах
- 364 км: Улахан-Чайдаах
- 376 км: Хоспохтоох
- 388 км: Лайдара
- 392 км: Хатыннаах
- 406 км: Ат-Юрэгэ
- 416 км: Буор-Юрях
- 421 км: Сайтакаан
- 443 км: река без названия
- 457 км: Хатырык
- 459 км: Илин-Суруктаах
- 465 км: Аргаа-Суруктаах
- 469 км: Оттоку-Юрюйэ
- 474 км: река без названия
- 483 км: Константин-Кётёхтот
- 486 км: Халдын
- 498 км: Танкалаах
- 499 км: Улуу-Тумул
- 508 км: река без названия
- 538 км: река без названия
- 542 км: Молдьогой
- 549 км: Крестээх
- 554 км: река без названия
- 566 км: Тирэх-Юрюйэ
- 577 км: Халдын
- 580 км: Дьолонджа
- 581 км: Дьопканджа
- 588 км: Нерчененджа-Нуктома
- 589 км: Сатачаан
- 596 км: Дьапка
- 605 км: Киэнг-Юрэх
- 610 км: Токи